# Ignacewo (województwo podlaskie)
Ignacewo – wieś w Polsce położona w województwie podlaskim, w powiecie kolneńskim, w gminie Stawiski.

Wierni kościoła rzymskokatolickiego należą do parafii św. Wojciecha Biskupa i Męczennika w Porytem.

## Historia
W latach 1921–1939 wieś leżała w województwie białostockim, w powiecie kolneńskim (od 1932 w powiecie łomżyńskim), w gminie Stawiski.
Według Powszechnego Spisu Ludności z 1921 roku wieś zamieszkiwały 82 osoby w 10 budynkach mieszkalnych. Miejscowość należała do parafii rzymskokatolickiej w m. Poryte. Podlegała pod Sąd Grodzki w Stawiskach i Okręgowy w Łomży; właściwy urząd pocztowy mieścił się w m. Stawiski.
W wyniku napaści ZSRR na Polskę we wrześniu 1939 wieś znalazła się pod okupacją sowiecką. W październiku 1939 roku weszła w skład Zachodniej Białorusi – a 2 listopada została włączona do Białoruskiej SRR. 4 grudnia 1939 włączona do nowo utworzonego obwodu białostockiego. Od czerwca 1941 roku pod okupacją niemiecką. Od 22 lipca 1941 do wyzwolenia w styczniu 1945 włączona w skład Landkreis Lomscha, Bezirk Bialystok III Rzeszy.
W latach 1975–1998 miejscowość należała administracyjnie do województwa łomżyńskiego.